# 贝洛 (埃纳省)
贝洛（法語：Belleau，法語發音：[bɛlo]）是法国上法蘭西大區埃纳省的一个市镇，属于蒂耶里堡区。

## 地理
贝洛（49°5'1"N, 3°17'35"E）面积6.72 平方千米，位于法国上法蘭西大區埃纳省，该省份为法国北部内陆省份，北起北部省，西接索姆省和瓦兹省，东临阿登省和马恩省，西南至塞纳-马恩省，东北部与比利时接壤。
与贝洛接壤的市镇（或旧市镇、城区）包括：布雷什、埃波贝聚、埃特雷皮伊、利西克利尼翁、吕西勒博卡日、蒙捷、瓦卢瓦地区托尔西。

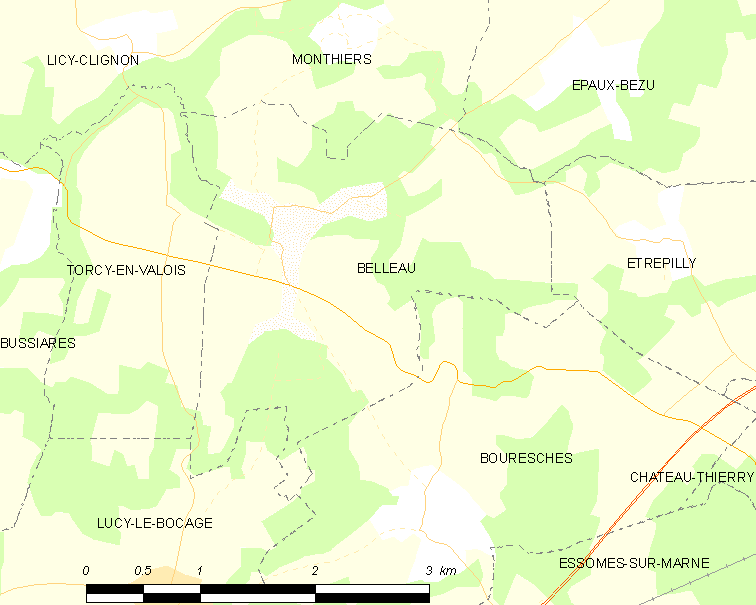
的OSM定位图

贝洛的时区为UTC+01:00、UTC+02:00（夏令时）。

## 行政
贝洛的邮政编码为02400，INSEE市镇编码为02062。

## 政治
贝洛所属的省级选区为蒂耶里堡县。

## 人口

1962-2008年间人口变化图示

贝洛于2022年1月1日时的人口数量为133人。